# Chusain Jamaszew
Chusain Mingazietdinowicz Jamaszew (ros. Хусаин Мингазетдинович Ямашев, ur. 1882 w Kazaniu, zm. 13 marca 1912 tamże) – tatarski i rosyjski rewolucjonista, bolszewik, publicysta.

## Życiorys
Urodził się w rodzinie handlowca. W 1902 ukończył tatarskie seminarium nauczycielskie w Kazaniu, w styczniu 1903 wstąpił do kazańskiej organizacji socjaldemokratycznej, napisał proklamację w języku tatarskim, organizował kółka socjaldemokratyczne w fabryce i seminarium nauczycielskim. W 1905 kierował tatarską grupą przy Kazańskim Komitecie SDPRR, w grudniu 1905 przeszedł na nielegalną stopę, w listopadzie 1906 wyjechał do Orenburga, gdzie od 4 stycznia 1907 wydawał tatarskojęzyczną gazetę „Ural”, która jednak 27 kwietnia 1907 została zamknięta przez władze, a sam Jamaszew poddany śledztwu. W końcu lata 1907 podjął współpracę z liberalną gazetą „Kazan-Muchbire”, nawiązując kontakt z czołową tatarską inteligencją. W sierpniu 1911 wstąpił na Wydział Prawny Uniwersytetu Kazańskiego, gdzie kierował kółkiem tatarskiej młodzieży.